# Funktioner av högre ordning
Funktioner av högre ordning (en: higher order functions)  är inom matematik och programmering funktioner som i sig har andra funktioner som input och/eller output.
Inom programmering används denna teknik flitigt, framförallt i så kallad funktionsorienterad programmering för att bryta ned komplexa problem i mindre delar.